# Chuyến bay 85 của Northwest Airlines
Chuyến bay 85 của Northwest Airlines (NW85/NWA85) là một chuyến bay chở khách quốc tế theo lịch trình từ Sân bay Detroit Metropolitan Wayne County ở Hoa Kỳ đến Sân bay quốc tế Narita ở Nhật Bản. Vào ngày 9 tháng 10 năm 2002, khi đang bay qua Biển Bering, Boeing 747-400 đã trải qua một sự kiện gập cứng bánh lái thấp hơn, xảy ra khi bánh lái của máy bay lệch khỏi giới hạn hành trình của nó mà không có sự can thiệp của phi hành đoàn. Quá trình chuyển đổi cứng của chiếc 747 đã tạo ra hoàn toàn bánh lái phía dưới bên trái, yêu cầu các phi công sử dụng hoàn toàn bánh lái phía trên bên phải và cánh hoa thị bên phải để duy trì độ cao và hướng đi.
Chuyến bay chuyển hướng đến Sân bay quốc tế Ted Stevens Anchorage. Không có hành khách hay phi hành đoàn nào bị thương, nhưng sự cố đã dẫn đến chỉ thị đủ điều kiện bay để ngăn chặn khả năng xảy ra tai nạn trong tương lai.